# Mahamedjabib Kadzimahamedau
Mahamedjabib Kadzimahamedau (en bielorruso: Магамедхабіб Кадзімагамедаў; Jushtada, Rusia, 26 de mayo de 1994) es un deportista bielorruso, de origen daguestano, que compite en lucha libre.
Participó en dos Juegos Olímpicos de Verano, en los años 2020 y 2024, obteniendo una medalla de plata en Tokio 2020, en la categoría de 74 kg. Ganó tres medallas en el Campeonato Europeo de Lucha entre los años 2020 y 2025.

## Palmarés internacional
| Juegos Olímpicos   | Juegos Olímpicos        | Juegos Olímpicos | Juegos Olímpicos |
| Año                | Lugar                   | Medalla          | Categoría        |
| ------------------ | ----------------------- | ---------------- | ---------------- |
| 2020               | Tokio (Japón)           | Medalla de plata | 74 kg            |
| Campeonato Europeo |                         |                  |                  |
| Año                | Lugar                   | Medalla          | Categoría        |
| 2020               | Roma (Italia)           | Medalla de oro   | 79 kg            |
| 2024               | Bucarest (Rumania)      | Medalla de plata | 79 kg            |
| 2025               | Bratislava (Eslovaquia) | Medalla de plata | 86 kg            |